# 謝清雲
謝清雲（1915年—1972年），生於日治台灣臺北州基隆市，企業家與政治人物。中國國民黨籍，曾任台灣省議員，為基隆地方派系謝系的成員。

## 生平歷略
生於日治台灣時期，畢業於日本長崎大學藥學部。畢業後曾在基隆東生藥局工作，後自行開設三光西藥房。
在1945年中華民國接收台灣後，謝清雲積極從事進出口貿易，參與多個公會團體，曾任台灣省商業聯合會理事、台灣省進出口公會常務理事、台灣省藥劑師工會理事長。從政，加入中國國民黨，於革命實踐研究院與戰地政務訓練班結業。自1952年起，曾連續當選三屆基隆市議員，在政治上支持基隆市長謝貫一，為地方派系謝派成員。曾以無黨籍身份參選第二屆臨時台灣省議員，落選。自1960年當選第2屆省議員，之後連任3、4屆省議員。
1964年第五屆基隆市長選舉中，代表中國國民黨參選基隆市長，被林番王擊敗而落選。同年，與日本三詩達（日语：サンスター）公司合作，引進洗潔精沙拉脫，創立日星化工。
1966年，在第三屆省議員任內，從基隆顏家手上接手基隆市第二信用合作社，任理事長。
1972年6月，任台灣省政府委員。同年7月，因病過世。

## 事件及其他
- 2002年，基隆二信捐贈土地給其孫謝國樑，作為謝清雲墓地。在2022年基隆市長競選期間，民進黨籍候選人蔡適應質疑是企圖透過土地炒作，把基隆二信的資產轉移到謝國樑手中。謝國樑競選辦公室回應，土地是作為其祖父謝清雲墓地用，不會用來開發炒作[3]。

## 個人生活
其妻謝杜院連，其長子謝修平，次子謝修治。